# Gul snerre
Gul snerre (Galium verum), der også kaldes Jomfru Marias sengehalm, er en 10-60 cm høj urt, der vokser i klitter, på overdrev og vejkanter. Blomsterne dufter sødt og krydret. De søges af mange insekter.

## Beskrivelse
Gul snerre er en løvfældende flerårig urt med en krybende til opstigende vækstform. Bladene er lysegrønne og nåleagtige med tilbagerullet kant, og de sidder i en 8-tallig krans. Planten blomstrer i juni-august. De gule, 4-tallige blomster sidder samlet i tætte, endestillede toppe.
Rodnettet er dybtgående og jordløsnende.
Højde x bredde og årlig tilvækst: 0,30 × 0,60 m (30 × 30 cm/år).

## Voksested
Planten er knyttet til mager jord, hvor græs og andre kraftige, skyggende planter bliver holdt nede ved trafik, græsning eller slåning. Det gør den almindelig på overdrev, bakkeskrænter, langs vejkanter, på sandede strandenge. og i klitter.
På standengen ved Øer, syd for Ebeltoft findes arten sammen med bl.a. 
almindelig røllike, almindelig torskemund, bidende stenurt, blodrød storkenæb, bugtet kløver, almindelig engelsød, harekløver, filtbladet kongelys, gul stenkløver, lancetvejbred, liden klokke, prikbladet perikon, smalbladet timian og strand-mandstro.

## Galleri
- Vækstform
- Blade
- Stængel
- Blomster
- Habitat

## Anvendelse
Gul snerre er brugt som farveplante. Roden kan farve kraprødt, og blomsterne kan farve gult og olivengrønt.
Blomsterne har tidligere været brugt ved fremstilling af eddike og øl.
Den er meget velegnet i en anlagt blomstereng, hvor den bidrager til den ret sene blomstring, sammen med sine naturlige naboer. Gul snerre er værtsplante for planteædende insektlarver som for eksempel snerresværmerens.